# بابی راندینلی
بابی راندینلی (انگلیسی: Bobby Rondinelli؛ زادهٔ ۲۷ ژوئیهٔ ۱۹۵۵) طبل‌زن اهل ایالات متحده آمریکا است.